# Wspólnota administracyjna Haldenwang
Wspólnota administracyjna Haldenwang – wspólnota administracyjna (niem. Verwaltungsgemeinschaft) w Niemczech, w kraju związkowym Bawaria, w rejencji Szwabia, w regionie Donau-Iller, w powiecie Günzburg. Siedziba wspólnoty znajduje się w miejscowości Haldenwang.
Wspólnota administracyjna zrzesza pięć gmin wiejskich (Gemeinde): 
- Dürrlauingen, 1 573 mieszkańców, 12,34 km²
- Haldenwang, 1 834 mieszkańców, 17,98 km²
- Landensberg, 678 mieszkańców, 7,95 km²
- Röfingen, 1 042 mieszkańców, 6,62 km²
- Winterbach, 770 mieszkańców, 14,83 km²